# Indosmodicinus bengalensis
Genre
Espèce
Indosmodicinus bengalensis, unique représentant du genre Indosmodicinus, est une espèce d'araignées aranéomorphes de la famille des Thomisidae.

## Distribution
Cette espèce se rencontre en Inde au Bengale-Occidental dans les districts de Darjeeling et de Jalpaiguri et en Chine à Hainan dans les xians de Lingshui et de Ledong,,.

## Description
La femelle holotype mesure 3,48 mm.
Le mâle décrit par Zhang, Hu et Raychaudhuri en 2011 mesure 3,45 mm et la femelle 4,42 mm.

## Étymologie
Son nom d'espèce, composé de bengal et du suffixe latin -ensis, « qui vit dans, qui habite », lui a été donné en référence au lieu de sa découverte, le Bengale.

## Publication originale
- Sen, Saha & Raychaudhuri, 2010 : A new spider genus of the tribe Smodicinini (Araneae: Thomisidae) from India. Munis Entomology & Zoology, vol. 5, no 2, p. 344-349 (texte intégral).